# Apopyros
Apopyros é um género botânico pertencente à família Asteraceae.
A autoridade do género é G.L. Nesom, tendo sido publicado em Phytologia 76(2): 177. 1994.